# Saihu Nongchang (bondby i Kina, Jiangxi Sheng, lat 29,69, long 115,70)
Saihu Nongchang är en bondby i Kina. Den ligger i provinsen Jiangxi, i den sydöstra delen av landet, omkring 110 kilometer norr om provinshuvudstaden Nanchang. Antalet invånare är 23 650. Befolkningen består av 11 387 kvinnor och 12 263 män. Barn under 15 år utgör 21,0 %, vuxna 15-64 år 73 %, och äldre över 65 år 4,0 %.
Runt Saihu Nongchang är det tätbefolkat, med 459 invånare per kvadratkilometer. Närmaste större samhälle är Ruichangshi, 4,1 km väster om Saihu Nongchang. Trakten runt Saihu Nongchang består till största delen av jordbruksmark.
Genomsnittlig årsnederbörd är 2 073 millimeter. Den regnigaste månaden är maj, med i genomsnitt 328 mm nederbörd, och den torraste är januari, med 59 mm nederbörd.